# 中学受験
中学受験（ちゅうがくじゅけん）とは、中学校の入学試験を受験することである。この試験を中学入試（ちゅうがくにゅうし）、略すと中受（ちゅうじゅ）という。
日本においては、戦前の旧制中学校は、優秀な男子のみが進学する道であった。戦後の新制中学校は義務教育となり、中学入試とは進学するのにあえて選ぶ選抜試験である点が、戦前とは位置付けが異なる。地元自治体の公立中学校以外に入試を経て進学する学校は、私立や公立中高一貫校、国立大学附属学校などがある。
1998年（平成10年）6月の学校教育法改正により、中等教育学校の設置が認められ、中高一貫教育校の併設型・連携型が認められ、小学校を卒業見込みの者が受験できる入試は広がってきている。
本記事では狭義の中学校のみならず、広く前期中等教育の学校（中学校・中等教育学校前期課程・特別支援学校中学部など）の入学試験について取り上げ、特に断らない限り「中学校（等）」「前期中等教育（の学校）」という表記は前掲の全てを含む。同様に「私立中学（等）」という表記は選抜制でない公立中学以外の全てを含む。

## 概要
中学受験の歴史は、近代教育制度である学制を導入した明治以降に始まる。当時の義務教育は小学校までであり、明治末期の小学校の就学率は98%に達していたが、官立の上級学校に進学できるのは富国強兵を支えうる優秀な男子のみで、少数であった。
大正に入ると、第一次世界大戦による大戦景気により、富裕層が多くいる都市部で中学への進学希望者が増加していく。
この頃に創立された公立校や私立校は多くあるが、進学希望者が増えても定員は急に増えるわけではないため、競争は鮮烈を極めた。先述の通り、義務教育は小学校までなので、浪人生がいた。1919年（大正8年）の中学合格者は、現役よりも浪人の方が多かったという。家庭教師をつけ、睡眠時間を削りながら一日のほとんどを勉強に費やす児童も少なくなかったという。
高等小学校は浪人生の受け入れ先としても機能していた。
1927年（昭和2年）と1939年（昭和14年）、文部省（当時）は、中学入試における学科試験を禁止し、代わりに小学校からの報告書、人物考査、身体検査によって選抜を行うよう通達、指示している。
戦時中は、物資や人手が不足し、筆記受験は行われず面接や作文のみで合否を判断する場合もあった。
戦前から戦後にかけて、旧制中学校のうち公立は多くは共学の新制高等学校となり、私学は、男子校・女子校の男女別学の形態を現在に至るまで継承した学校が多い。ミッションスクールの多くもその一例である。都市部の特に港町にキリスト教のミッション系女子校が多いのはそのためである。2020年3月時点で、東京の私立女子中学校の9割近くは、戦前に創立されている。
戦後、富裕層が多い東京、阪神間、京都では戦前とは比にならない中学受験ブームとなり、後述する御三家や国立大学附属中、早慶の附属中が難関校となる。
全国の公立高校入試で総合選抜や学校群制度が敷かれ、実力があっても第一志望の公立高校には必ずしも入れないことに失望した受験生・家庭は、私学を目指した。これが現在の中学受験の基となる。
難関国立大学への合格実績における国立・私立中高一貫校、近年では公立中高一貫校の台頭と、中学受験の受験者数の増加および難化は強い正の相関があるといえる。
1998年（平成10年）6月、学校教育法が改正され、中等教育学校の設置、中高一貫教育校の併設型・連携型が認められるようになる。これにより、国公私立問わず、中学・高校課程を制度上弾力的に取り扱うことができるようになり、公立高校の制度上の中高一貫化が始まり出した。

## 出願資格

### 年齢
日本において、義務教育課程である中学校またはそれに相当する学校（中学校、中等教育学校前期課程、特別支援学校中学部など）に入学するには、通例、初等教育の課程（小学校、義務教育学校、特別支援学校小学部など）を修了する必要がある。したがって、日本では学齢により、初等教育課程を修了し、前期中等教育課程に入学する者は満12歳以上である。
日本の法律・制度上は、12歳を超える年齢の者や既卒者の入学が禁止されているわけではない。しかしながら、中学校の昼間課程においては、実際には、年齢に上限を設けたり、過年度卒業生の入学を認めていなかったりする場合がほとんどである。
ただし、帰国子女の場合は各国間で学校制度に違い（年度のずれなど）があることから、日本国内からの受験生とは異なり、ある程度年齢に幅を持たせて募集している場合もある。
中学校の夜間課程・中学校の通信教育においては、逆に生徒のほとんどが学齢超過者である（詳しくは「過年度生」を参照）。

### 性別
1947年（昭和22年）の教育基本法で推奨されてきた男女共学は、その使命は十分に果たされたとして、2006年（平成18年）の法改正で削除されることとなった。現在、国立と私立のそれぞれ中学校で男女別学の学校が存在する。
国立で男女別学の中学校は、男子校の筑波大学附属駒場中学校のみである。
全国の私立中学校で、男女別学の学校は、戦前から続く学校が多い。ミッションスクールの特に女子校もその一例である。これは、学制改革で公立の旧制中学校の多くは共学になった（ただし、栃木県、群馬県、埼玉県は男女別学を受け継いでいる）のに対し、私学は、5年制である旧制中学校を6年制である中高一貫校にし、形態を継承したからである。ただし、21世紀に入って、西日本では私立男子校の共学化が見られ、女子校の共学化は首都圏などで見られる。

### 学区
学校側が体力や時間の負担を考え、中学では学区を設けたり、通学時間を制限したりする（例えば新幹線通学などの遠距離通学を認めない）場合がある（国立中学校に多い）。下宿については、中高一貫校においては高校生なら下宿を認めるが、中学は不可の場合がある。
ただし、寮を設置して、寮生として全国、海外から広く受け入れる私立中学校・高校も多くある。

### 完全小中一貫校
完全小中一貫校へは、当然入学できない。そのような例は多くないが、例えば、田園調布雙葉中学校、聖心女子学院中等科は完全小中一貫校である。また、義務教育学校の場合も、第7学年時への編入を認めていない場合が多い。

### 学校側の指針への理解
学校側の指針への理解が求められる場合がある。例えば、国立大学附属中学の場合、教員・学生への教育研究協力への使命、宗教系の私学ではキリスト教、仏教などの宗教教育への理解である。
また、学校の広告への協力、併設の高校に内部進学すること、大学進学希望を前提とすることなども挙げられる。

## 中学受験の現状
中学受験が盛んな地域は、首都圏、京阪神をはじめとする都市圏である。
国立中学は、各都道府県に分散している。対して私立中学は、2024年度時点では、日本に781校あるうち、首都圏では東京都187校、神奈川県63校、埼玉県31校、千葉県25校と1都3県で306校と全体の39%を占める。京阪神では大阪府59校、兵庫県43校、京都府26校と2府1県で128校に上り、全体の16%を占めている。
1999年（平成11年）度より、全国の一部の公立高校で附属中学を設置したり、中等教育学校に改組したりする例も出てきた。

### 地域ごとの中受率
首都圏・京阪神をはじめとする都市部の中でも、地域によって中受率に差がある。
私立中学在籍率は、全国では7.9%であるが、首都圏では東京都は26.3%、神奈川県は11.3%、近郊では千葉県7.0%、埼玉県5.4%である。
さらに東京都内でも大きな差があり、2023年度の私立中学進学率は、文京区48.2%に対し江戸川区11.7%となっている。
西日本の一部では首都圏・京阪神並みに中学受験が盛んであり、高知県18.5%、広島県10.3%となっている。
東北や北陸では中学入試を実施している中学校は少なく、必然的に中受率も低くなる。2013年度以降、秋田県、山形県には生徒募集している私立中学校はない。

## 御三家

### 戦前
戦前は、高等学校（旧制）の中でも一高への合格者数の多さが中学入試での人気・難度の高さにもなった。高等教育校に進学できるのは男子に限られたため、進学校とは、当然男子校に限られた。当時の一高合格者数の上位校は、官公立のそれも「一中」など若い番号のナンバースクールであった（第一高等学校 (旧制)#一高生の出身校を参照）。その中でも、東京府立第一中、愛知県立第一中、兵庫県立第一神戸中は「一中御三家」と呼ばれていた。
明治以来、公立よりも私立を優先するという歴史は、富裕層が多くいた東京と京都、阪神間で始まった。開成中、麻布中、芝中は「私立御三家」と称された。武蔵高校は公立に次ぐとされたが、当時は7年制高等学校であった。

### 戦後
戦後すぐは、新制東京大学合格者数において、戦前の公立中学校（旧制）が改組した公立高校が上位を占め、共学化して校名が変わった以外は戦前とあまり変わらなかった。
しかし、1960年代後半以降、公立高校で総合選抜や学校群制度が導入された影響で、東大合格者数で私立中高一貫校が台頭し始める。その頃から、開成、麻布、武蔵が「東京男子御三家」と呼ばれるようになる。
神奈川の男子校においては、栄光学園が、1980年代から1990年代にかけての神奈川県公立高校の学区細分化の影響により台頭し始めた。それに次ぐ進学校として、聖光学院がある。1990年代前半までは、マンモス校である桐蔭学園が台頭していたが、2000年代以降は、浅野が伸長し、桐蔭学園に代わって「神奈川男子御三家」と呼ばれるようになる。
関西においては、1980年代後半から2000年代前半まで、灘、甲陽学院、東大寺学園、洛星、大阪星光学院、洛南が6強と呼ばれていた。
西日本においては、関西の難関中学に落ちた者が寮を設置している地方の中学を受験し始めた。その結果、寮を設置しているラ・サール、愛光が台頭し始め、灘と合わせて「西の御三家」と呼ばれるようになる。
東京の女子校においては、日本人の女性のみによって創設された桜蔭、日本で最初に創設されたミッションスクールである女子学院、外国人として初めて来日したシスターによって創設された雙葉が「東京女子御三家」と呼ばれるようになる。
神奈川の女子校においては、フェリス女学院、横浜雙葉、横浜共立学園が「神奈川女子御三家」と呼ばれるようになる。
全国の私立進学校は20世紀後半まで男子校が多く、成績上位の女子は公立高校に進学するしかなかったが、21世紀以降、私立男子進学校の共学化が、少子化にあえぐ西日本で始まった。
九州においては、青雲、久留米大附設が共学となり、大学合格実績が上昇し、ラ・サールと合わせて「九州私立御三家」と呼ばれるようになる。
御三家の括りは大学合格実績によって変わることがある。進学校の大学合格実績は、成績上位の入学者数で変化する。21世紀以降は旧帝大合格者数や率だけが上位の進学校であることを示す指標でもなくなってきている。例えば、国公立大医学部や海外大学への合格者数・率である。合格者数が下がっても、それまでの伝統かつ質のある教育を評価し、御三家に称されることがある。
1990年代末の制度改正以降、公立高校が附属中学を設置し、中高一貫教育を開始したり（最初は1999年の岡山市立岡山後楽館中学校・高等学校）、中等教育学校に改組する学校（最初は1999年宮崎県立五ヶ瀬中等教育学校）が現れたりしている。「中学」受験の御三家という点において、今後、戦前のように公立中の「御三家」が登場することもありうる。

## 合格への準備

### 入試の偏差値
日本の私立中学在籍率は、2024年の時点で8%弱でかなり少数精鋭の集団であるため、偏差値が例えば50でも、中学受験のそれと高校受験のそれでは指標はかなり異なる。

## 中学受験の利点と問題点

### 利点

#### 学習課程
- 中高一貫校においては、6年間で学びを俯瞰することができ、先取り学習、中学課程と高校課程の内容の重複を取り払うことができる。その結果、大学入試に有利である。多くの私立中高一貫校では、5年間で中学課程と高校課程の内容を修了し、最後の1年間を大学受験の学習に当てている[15]。

### 問題点

#### 入学前
- 受験ストレスが心を不安定にし、また学校を息抜きの場と見て、荒れた行動を起こす[16]。

#### 入学後
- 入試に合格して中学校に入学した後、成績順位自体が小学校時代より下位となり、ショックを受けたり、ギャップに悩むことがある。学力が入学時点で一定以上の集団での順位であるから、学力が劣るとは必ずしも言えず、自身で見識を広げたり深めたりしていくことで実際にはほとんどの者が克服していくが、ごく一部の者は勉強に対する興味ややる気を見出せず、成績最下層からなかなか抜け出ない者もおり、それを「深海魚」などと呼ばれている[17]。

## 出題範囲と内容

### 英語
かつては、私立中学の帰国入試で英語を取り入れる場合があったが、2014年（平成26年）から一般入試でも試験科目に英語を取り入れる学校が出てきた。試験科目に英語を導入した学校数は、2014年は15校であったのがその後急激に増加し、2015年には33校、2016年64校、2017年95校、2018年112校、2019年125校、2020年141校となり、その後は上げ止まっている。特に女子校に多く見られる。国立中では東京学芸大学附属国際中等教育学校が採用している。公立中高一貫校ではさいたま市立大宮国際中等教育学校（2019年4月開校）が採用している。